# Agustín Cárdenas
Pour les articles homonymes, voir Cárdenas.
Agustin Cárdenas (10 avril 1927 à Matanzas - 9 février 2001 à La Havane) est un peintre et sculpteur d'origine cubaine. L'œuvre spirituelle, poétique et sensuelle d'Agustin Cárdenas séduisit les surréalistes dès son arrivée à Paris en 1955.

## Biographie

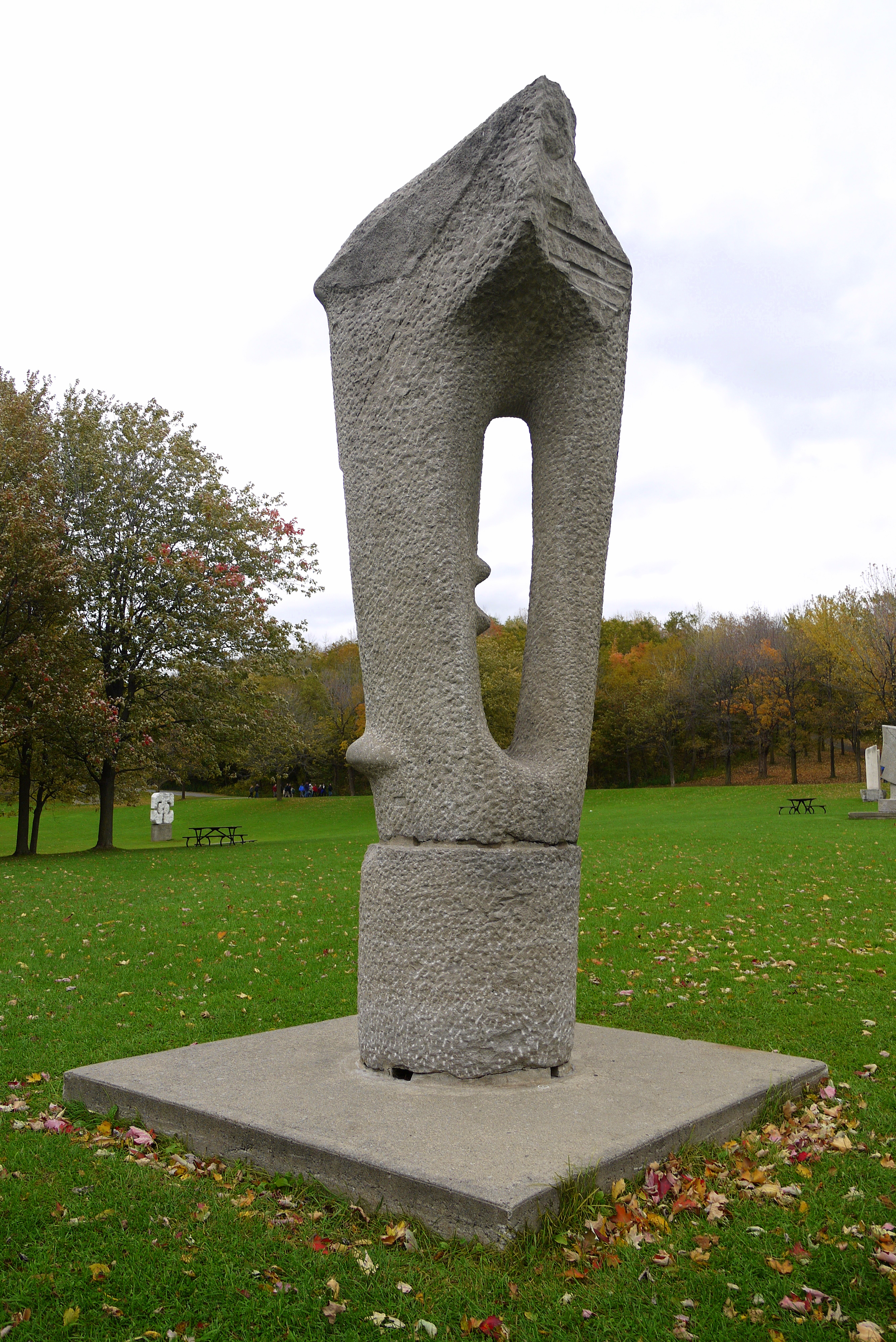
Sans titre, Symposium international de sculpture de Montréal, Parc du Mont-Royal, 1964.

Il participa à de nombreuses expositions à leur côté. Héritier de l'art mixte des Caraïbes et de Cuba. Il est aussi l'un des pionniers de la sculpture moderne, avec Constantin Brancusi ou Jean Arp. L'artiste sculptera d'abord des formes étirées, puis des totems abstraits. Agustin Cárdenas est représenté par plusieurs galeries parisiennes dont la galerie Mitterrand et la galerie Almine Rech, la galerie Martel Greiner ainsi que la galerie Michelle Champetier à Cannes.
Ces volumes souples témoignent de son aspiration pour une abstraction pensée des formes naturelles.
Il meurt 9 février 2001 à La Havane, à Cuba, mais est inhumé à Paris, au cimetière du Montparnasse (1re division), « tant il tenait à signifier son attachement à son pays de cœur ».